# Ronda final de la Clasificación de Concacaf para la Copa Mundial de Fútbol de 2002
La Ronda Final de la Clasificación de Concacaf para la Copa Mundial de Fútbol de 2002 fue la etapa que determina la clasificación a la Copa Mundial de Fútbol de 2002. Se llevó a cabo del 28 de febrero al 11 de noviembre de 2001. Costa Rica, México y Estados Unidos se clasificaron a la Copa del Mundo tras finalizar en las primeras tres posiciones de la ronda.

## Equipos participantes
| Grupo | Líder de grupo    | Segundo de grupo |
| ----- | ----------------- | ---------------- |
| A     | Trinidad y Tobago | México           |
| B     | Honduras          | Jamaica          |
| C     | Estados Unidos    | Costa Rica       |

## Clasificación
| Pos. | Equipo            | Pts. | PJ | G | E | P | GF | GC | Dif. | Clasificación        |     | Bandera de Costa Rica | Bandera de México | Bandera de Estados Unidos | Bandera de Honduras | Bandera de Jamaica | Bandera de Trinidad y Tobago |
| ---- | ----------------- | ---- | -- | - | - | - | -- | -- | ---- | -------------------- | --- | --------------------- | ----------------- | ------------------------- | ------------------- | ------------------ | ---------------------------- |
| 1    | Costa Rica        | 23   | 10 | 7 | 2 | 1 | 17 | 7  | +10  | Copa Mundial de 2002 |     | —                     | 0:0               | 2:0                       | 2:2                 | 2:1                | 3:0                          |
| 2    | México            | 17   | 10 | 5 | 2 | 3 | 16 | 9  | +7   | Copa Mundial de 2002 |     | 1:2                   | —                 | 1:0                       | 3:0                 | 4:0                | 3:0                          |
| 3    | Estados Unidos    | 17   | 10 | 5 | 2 | 3 | 11 | 8  | +3   | Copa Mundial de 2002 |     | 1:0                   | 2:0               | —                         | 2:3                 | 2:1                | 2:0                          |
| 4    | Honduras          | 14   | 10 | 4 | 2 | 4 | 17 | 17 | 0    |                      |     | 2:3                   | 3:1               | 1:2                       | —                   | 1:0                | 0:1                          |
| 5    | Jamaica           | 8    | 10 | 2 | 2 | 6 | 7  | 14 | −7   |                      | 0:1 | 1:2                   | 0:0               | 1:1                       | —                   | 1:0                |                              |
| 6    | Trinidad y Tobago | 5    | 10 | 1 | 2 | 7 | 5  | 18 | −13  |                      | 0:2 | 1:1                   | 0:0               | 2:4                       | 1:2                 | —                  |                              |

 Fuente: [cita requerida]

### Evolución de la clasificación
| País / Fecha      | 1  | 2  | 3  | 4  | 5  | 6  | 7  | 8  | 9  | 10 |
| ----------------- | -- | -- | -- | -- | -- | -- | -- | -- | -- | -- |
| Costa Rica        | 4° | 2° | 2° | 2° | 2° | 1° | 1° | 1° | 1° | 1° |
| México            | 6° | 3° | 3° | 5° | 5° | 5° | 4° | 3° | 3° | 2° |
| Estados Unidos    | 1° | 1° | 1° | 1° | 1° | 2° | 2° | 4° | 2° | 3° |
| Honduras          | 3° | 5° | 5° | 3° | 3° | 3° | 2° | 2° | 4° | 4° |
| Jamaica           | 2° | 4° | 4° | 4° | 4° | 4° | 5° | 5° | 5° | 5° |
| Trinidad y Tobago | 5° | 6° | 6° | 6° | 6° | 6° | 6° | 6° | 6° | 6° |

## Resultados

### Jornada 1
| 28 de febrero de 2001, 13:00 | Jamaica      | 1:0 (1:0) | Trinidad y Tobago | Independence Park, Kingston                               |                                                           |
|                              | Marshall 16' | Reporte   |                   | Asistencia: 34 000 espectadores Árbitro(s): Carlos Batres | Asistencia: 34 000 espectadores Árbitro(s): Carlos Batres |

| 28 de febrero de 2001, 20:00 | Costa Rica                  | 2:2 (0:1) | Honduras              | Estadio Ricardo Saprissa, Tibás                         |                                                         |
|                              | Fonseca 70' · Cordero 90+4' | Reporte   | Pineda 3' · Núñez 85' | Asistencia: 20 000 espectadores Árbitro(s): Ali Bujsaim | Asistencia: 20 000 espectadores Árbitro(s): Ali Bujsaim |

| 28 de febrero de 2001, 19:30 | Estados Unidos          | 2:0 (1:0) | México | Columbus Crew Stadium, Columbus                             |                                                             |
|                              | Wolff 47' · Stewart 87' | Reporte   |        | Asistencia: 24 329 espectadores Árbitro(s): Rodolfo Sibrian | Asistencia: 24 329 espectadores Árbitro(s): Rodolfo Sibrian |

### Jornada 2
| 25 de marzo de 2001, 12:00 | México                                 | 4:0 (2:0) | Jamaica | Estadio Azteca, Ciudad de México                             |                                                              |
|                            | de Nigris 15', 18' · Borgetti 84', 88' | Reporte   |         | Asistencia: 80 000 espectadores Árbitro(s): Mauricio Navarro | Asistencia: 80 000 espectadores Árbitro(s): Mauricio Navarro |

| 25 de marzo de 2001, 20:00 | Costa Rica                    | 3:0 (0:0) | Trinidad y Tobago | Estadio Alejandro Morera, Alajuela                        |                                                           |
|                            | Bryce 46' · Wanchope 80', 89' | Reporte   |                   | Asistencia: 17 500 espectadores Árbitro(s): Kim Young-Joo | Asistencia: 17 500 espectadores Árbitro(s): Kim Young-Joo |

| 25 de marzo de 2001, 19:30 | Honduras    | 1:2 (0:1) | Estados Unidos           | Estadio Olímpico, San Pedro Sula                          |                                                           |
|                            | de León 60' | Reporte   | Stewart 33' · Mathis 87' | Asistencia: 45 000 espectadores Árbitro(s): Freddy Burgos | Asistencia: 45 000 espectadores Árbitro(s): Freddy Burgos |

### Jornada 3
| 25 de abril de 2001, 19:30 | Jamaica     | 1:1 (0:0) | Honduras      | Independence Park, Kingston                              |                                                          |
|                            | Gardner 56' | Reporte   | Caballero 78' | Asistencia: 30 000 espectadores Árbitro(s): Carlos Simon | Asistencia: 30 000 espectadores Árbitro(s): Carlos Simon |

| 25 de abril de 2001, 16:00 | Trinidad y Tobago | 1:1 (1:0) | México    | Queen's Park Oval, Puerto España                    |                                                     |
|                            | Andrews 14'       | Reporte   | Pardo 61' | Asistencia: 8000 espectadores Árbitro(s): Saad Mane | Asistencia: 8000 espectadores Árbitro(s): Saad Mane |

| 25 de abril de 2001, 18:30 | Estados Unidos | 1:0 (0:0) | Costa Rica | Arrowhead Stadium, Kansas City                              |                                                             |
|                            | Wolff 69'      | Reporte   |            | Asistencia: 37 319 espectadores Árbitro(s): Jorge Larrionda | Asistencia: 37 319 espectadores Árbitro(s): Jorge Larrionda |

### Jornada 4
| 16 de junio de 2001, 12:00 | México     | 1:2 (1:0) | Costa Rica                | Estadio Azteca, Ciudad de México                          |                                                           |
|                            | Abundis 7' | Reporte   | Fonseca 72' · Medford 86' | Asistencia: 60 000 espectadores Árbitro(s): Carlos Batres | Asistencia: 60 000 espectadores Árbitro(s): Carlos Batres |

| 16 de junio de 2001, 13:00 | Jamaica | 0:0     | Estados Unidos | Independence Park, Kingston                               |                                                           |
|                            |         | Reporte |                | Asistencia: 35 000 espectadores Árbitro(s): Ubaldo Aquino | Asistencia: 35 000 espectadores Árbitro(s): Ubaldo Aquino |

| 16 de junio de 2001, 16:00 | Trinidad y Tobago     | 2:4 (0:2) | Honduras                                                          | Hasely Crawford, Puerto España                             |                                                            |
|                            | Latapy 56' · John 90' | Reporte   | Pavón 13' (pen.) · Turcios 20' · Morales 54' · Guevara 86' (pen.) | Asistencia: 5500 espectadores Árbitro(s): Mauricio Navarro | Asistencia: 5500 espectadores Árbitro(s): Mauricio Navarro |

### Jornada 5
| 20 de junio de 2001, 19:30 | Estados Unidos         | 2:0 (2:0) | Trinidad y Tobago | Foxboro Stadium, Foxborough                             |                                                         |
|                            | Razov 2' · Stewart 20' | Reporte   |                   | Asistencia: 31 211 espectadores Árbitro(s): Ali Bujsaim | Asistencia: 31 211 espectadores Árbitro(s): Ali Bujsaim |

| 20 de junio de 2001, 19:30 | Honduras                   | 3:1 (1:0) | México   | Estadio Olímpico, San Pedro Sula                             |                                                              |
|                            | Pavón 32', 56', 65' (pen.) | Reporte   | Ruiz 86' | Asistencia: 45 000 espectadores Árbitro(s): Horacio Elizondo | Asistencia: 45 000 espectadores Árbitro(s): Horacio Elizondo |

| 20 de junio de 2001, 20:00 | Costa Rica              | 2:1 (2:1) | Jamaica  | Estadio Alejandro Morera, Alajuela                           |                                                              |
|                            | Marín 4' · Wanchope 38' | Reporte   | Lowe 10' | Asistencia: 17 800 espectadores Árbitro(s): John Toro Rendón | Asistencia: 17 800 espectadores Árbitro(s): John Toro Rendón |

### Jornada 6
| 30 de junio de 2001, 16:00 | Trinidad y Tobago | 1:2 (1:1) | Jamaica               | Queen's Park Oval, Puerto España                         |                                                          |
|                            | John 26'          | Reporte   | Lowe 30' · Burton 68' | Asistencia: 4000 espectadores Árbitro(s): Gustavo Méndez | Asistencia: 4000 espectadores Árbitro(s): Gustavo Méndez |

| 1 de julio de 2001, 12:00 | México       | 1:0 (1:0) | Estados Unidos | Estadio Azteca, Ciudad de México                           |                                                            |
|                           | Borgetti 15' | Reporte   |                | Asistencia: 110 000 espectadores Árbitro(s): Kim Young-Joo | Asistencia: 110 000 espectadores Árbitro(s): Kim Young-Joo |

| 1 de julio de 2001, 16:00 | Honduras         | 2:3 (2:2) | Costa Rica                            | Estadio Nacional, Tegucigalpa                          |                                                        |
|                           | Guevara 25', 38' | Reporte   | Wanchope 9' · Fonseca 13' · Solís 83' | Asistencia: 38 000 espectadores Árbitro(s): Óscar Ruiz | Asistencia: 38 000 espectadores Árbitro(s): Óscar Ruiz |

### Jornada 7
| 1 de septiembre de 2001, 10:00 | Estados Unidos  | 2:3 (1:1) | Honduras                          | RFK Memorial Stadium, Washington D. C.                       |                                                              |
|                                | Stewart 7', 83' | Reporte   | Núñez 27', 76' · Pavón 59' (pen.) | Asistencia: 54 282 espectadores Árbitro(s): Mauricio Navarro | Asistencia: 54 282 espectadores Árbitro(s): Mauricio Navarro |

| 1 de septiembre de 2001, 16:00 | Trinidad y Tobago | 0:2 (0:2) | Costa Rica    | Hasely Crawford, Puerto España                             |                                                            |
|                                |                   | Reporte   | Gómez 4', 35' | Asistencia: 25 000 espectadores Árbitro(s): Mohammed Kousa | Asistencia: 25 000 espectadores Árbitro(s): Mohammed Kousa |

| 2 de septiembre de 2001, 16:00 | Jamaica            | 1:2 (1:0) | México          | Independence Park, Kingston                                |                                                            |
|                                | Morales 11' (a.g.) | Reporte   | Blanco 68', 76' | Asistencia: 35 000 espectadores Árbitro(s): Gamal Ghandour | Asistencia: 35 000 espectadores Árbitro(s): Gamal Ghandour |

### Jornada 8
| 5 de septiembre de 2001, 12:00 | México                                                    | 3:0 (2:0) | Trinidad y Tobago | Estadio Azteca, Ciudad de México                                 |                                                                  |
|                                | García Aspe 25' (pen.) · Arellano 44' · Blanco 86' (pen.) | Reporte   |                   | Asistencia: 75 000 espectadores Árbitro(s): José Farías Martínez | Asistencia: 75 000 espectadores Árbitro(s): José Farías Martínez |

| 5 de septiembre de 2001, 19:30 | Honduras  | 1:0 (0:0) | Jamaica | Estadio Nacional, Tegucigalpa                            |                                                          |
|                                | Núñez 53' | Reporte   |         | Asistencia: 22 000 espectadores Árbitro(s): Qasem Shaban | Asistencia: 22 000 espectadores Árbitro(s): Qasem Shaban |

| 5 de septiembre de 2001, 20:30 | Costa Rica       | 2:0 (1:0) | Estados Unidos | Estadio Ricardo Saprissa, Tibás                           |                                                           |
|                                | Fonseca 39', 68' | Reporte   |                | Asistencia: 24 000 espectadores Árbitro(s): Carlos Batres | Asistencia: 24 000 espectadores Árbitro(s): Carlos Batres |

### Jornada 9
| 7 de octubre de 2001, 12:00 | Costa Rica | 0:0     | México | Estadio Ricardo Saprissa, Tibás                                      |                                                                      |
|                             |            | Reporte |        | Asistencia: 24 000 espectadores Árbitro(s): Antonio Pereira da Silva | Asistencia: 24 000 espectadores Árbitro(s): Antonio Pereira da Silva |

| 7 de octubre de 2001, 12:00 | Honduras | 0:1 (0:0) | Trinidad y Tobago | Estadio Olímpico, San Pedro Sula                         |                                                          |
|                             |          | Reporte   | John 61'          | Asistencia: 45 000 espectadores Árbitro(s): Mike Seifert | Asistencia: 45 000 espectadores Árbitro(s): Mike Seifert |

| 7 de octubre de 2001, 14:00 | Estados Unidos       | 2:1 (1:1) | Jamaica      | Foxboro Stadium, Foxborough                                 |                                                             |
|                             | Moore 3', 81' (pen.) | Reporte   | Lawrence 13' | Asistencia: 40 400 espectadores Árbitro(s): Rodolfo Sibrian | Asistencia: 40 400 espectadores Árbitro(s): Rodolfo Sibrian |

### Jornada 10
| 11 de noviembre de 2001, 12:00 | México                                | 3:0 (0:0) | Honduras | Estadio Azteca, Ciudad de México                           |                                                            |
|                                | Blanco 65', 78' (pen.) · Palencia 72' | Reporte   |          | Asistencia: 105 405 espectadores Árbitro(s): Carlos Batres | Asistencia: 105 405 espectadores Árbitro(s): Carlos Batres |

| 11 de noviembre de 2001, 15:00 | Trinidad y Tobago | 0:0     | Estados Unidos | Hasely Crawford, Puerto España                              |                                                             |
|                                |                   | Reporte |                | Asistencia: 5000 espectadores Árbitro(s): Peter Prendergast | Asistencia: 5000 espectadores Árbitro(s): Peter Prendergast |

| 11 de noviembre de 2001, 15:00 | Jamaica | 0:1 (0:1) | Costa Rica | Independence Park, Kingston                              |                                                          |
|                                |         | Reporte   | Sunsing 5' | Asistencia: 7000 espectadores Árbitro(s): Ramesh Ramdhan | Asistencia: 7000 espectadores Árbitro(s): Ramesh Ramdhan |

## Goleadores
5 goles
| - Rolando Fonseca | - Earnie Stewart | - Carlos Pavón | - Cuauhtémoc Blanco |

4 goles
- Paulo Wanchope
- Milton Núñez

3 goles
- Amado Guevara
- Jared Borgetti
- Stern John

2 goles
| - Ronald Gómez | - Joe-Max Moore | - Josh Wolff | - Onandi Lowe | - Antonio de Nigris |

1 gol
| - Steven Bryce - Rodrigo Cordero - Luis Marín - Hernán Medford - Mauricio Solís | - William Sunsing - Clint Mathis - Ante Razov - Samuel Caballero - Julio César de León | - Rony Morales - José Luis Pineda - Danilo Turcios - Deon Burton - Ricardo Gardner | - Paul Hall - Jamie Lawrence - José Abundis - Jesús Arellano - Alberto García Aspe | - Francisco Palencia - Pavel Pardo - Víctor Ruiz - Marvin Andrews - Russell Latapy |

Autogoles
| - Heriberto Morales (a favor de Jamaica) |